# Cantonul Maure-de-Bretagne
Cantonul Maure-de-Bretagne este un canton din arondismentul Redon, departamentul Ille-et-Vilaine, regiunea Bretania, Franța.

## Comune
- Bovel
- Les Brulais
- Campel
- La Chapelle-Bouëxic
- Comblessac
- Loutehel
- Maure-de-Bretagne (reședință)
- Mernel
- Saint-Séglin